# Sauskom

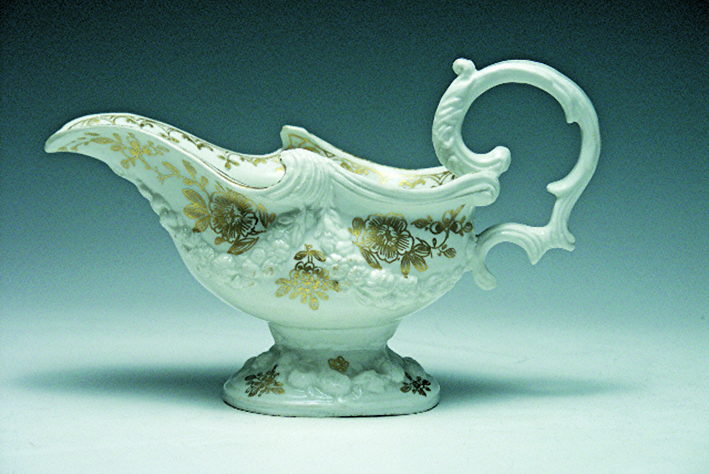
Porseleinen sausboot ca. 1750.

Een sauskom of sausboot, ook wel juskom of jusboot, is een veelal bootvormige kom waarin saus of jus wordt opgediend. Dikwijls staat hij op een schotel, die soms vastzit aan de kom, om gemorste saus op te vangen. Soms schenken sauskommen van onderuit, zodat het vet in de kom blijft.
Bij salsa of dipsaus wordt eerder gebruikgemaakt van een lage, brede kom, eventueel met een lepel voor de bediening. Nog andere sauskommen zijn cilinder- of karafvormig met een giettuit.

## Geschiedenis
Hoewel er al zeer oude sauskommen zijn gevonden stamt de moderne mode van sauskommen, in de vorm van een boot, van het 17e-eeuwse Franse hof. Vanaf 1690 worden daar zilveren sausboten beschreven met twee handvatten en twee schenktuiten. Onder invloed van Frankrijk werden in het 18e-eeuwse Engeland sausboten gemaakt van Engelse zilver en vanaf 1740 van Engels porselein, zoals Wedgewood.
In de tweede helft van de 18e eeuw, werden de kommen eenvoudiger van ontwerp omdat de middenklasse een groeiende markt werd.
In Nederland werden in de 18e eeuw sausboten van Delfts aardewerk gemaakt. In de 19e en 20e eeuw werden talrijke modellen sauskommen geproduceerd door de Maastrichtse aardewerkfabrikanten Petrus Regout (later De Sphinx), Société Céramique en Mosa.

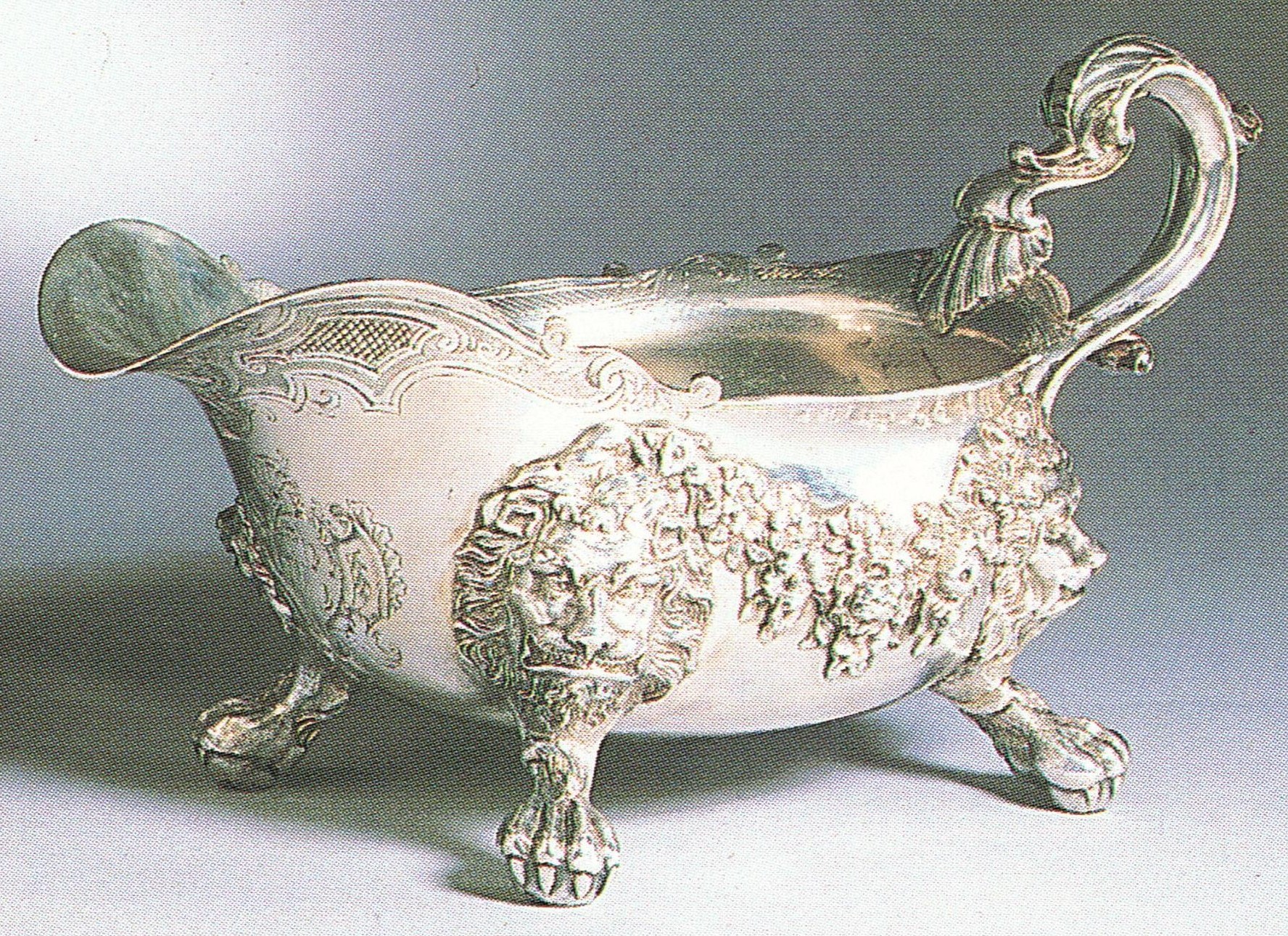
Zilveren sauskom, 1734
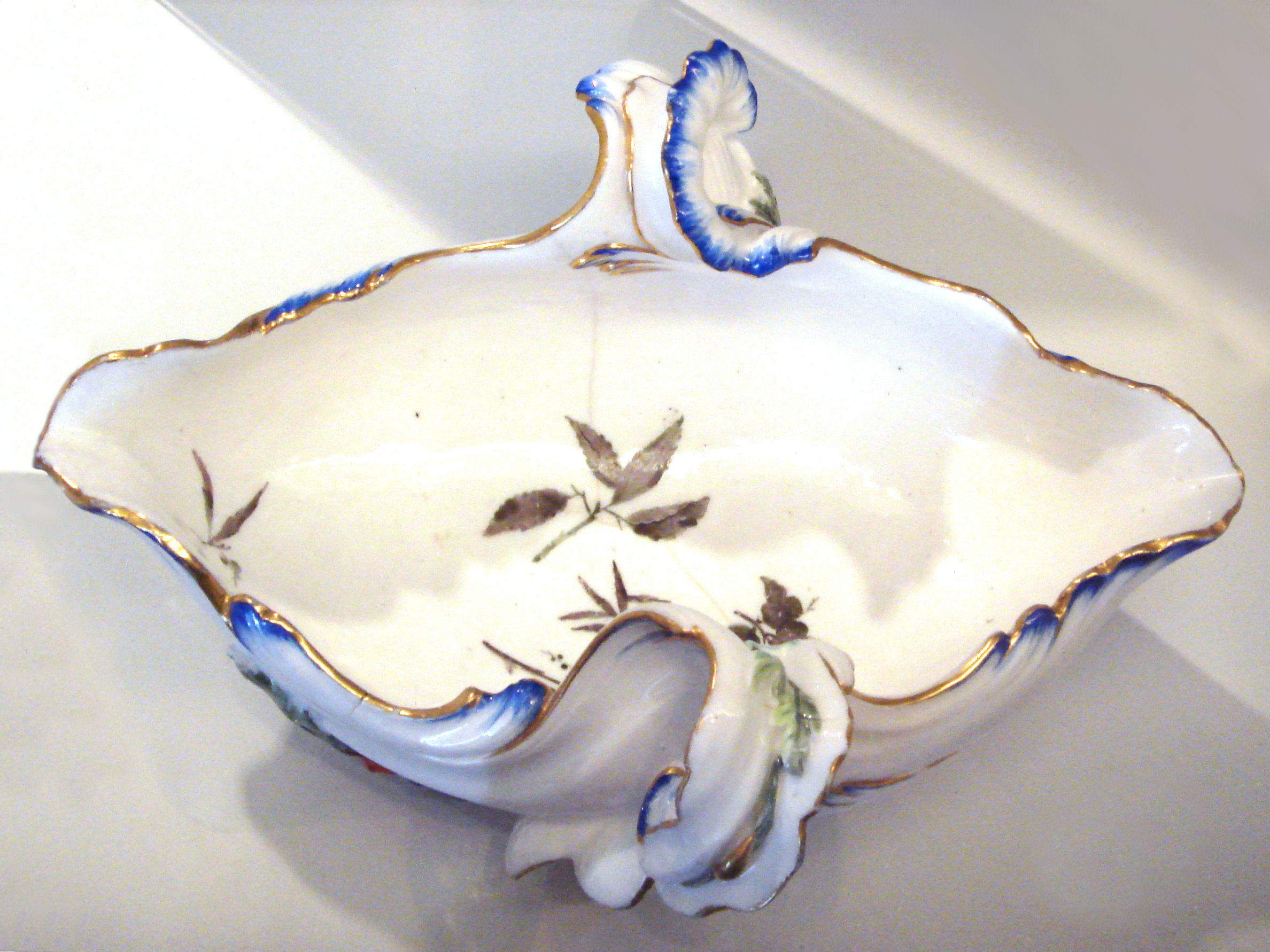
Porseleinen sausboot door Jean-Claude Chambellan Duplessis, Vincennes, 1756
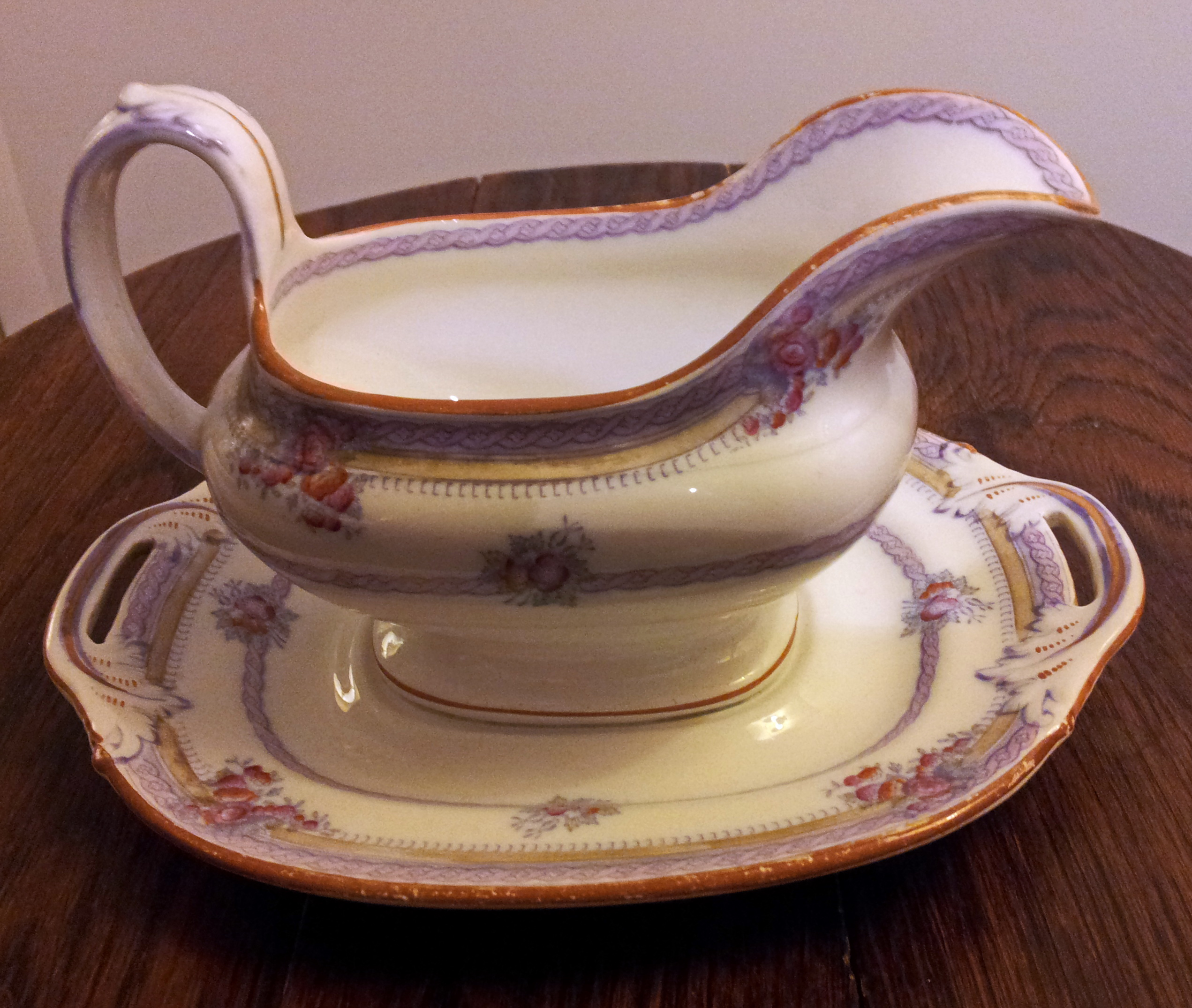
Sauskom "Mille Fleurs", P. Regout & Co, Maastricht, ca. 1870
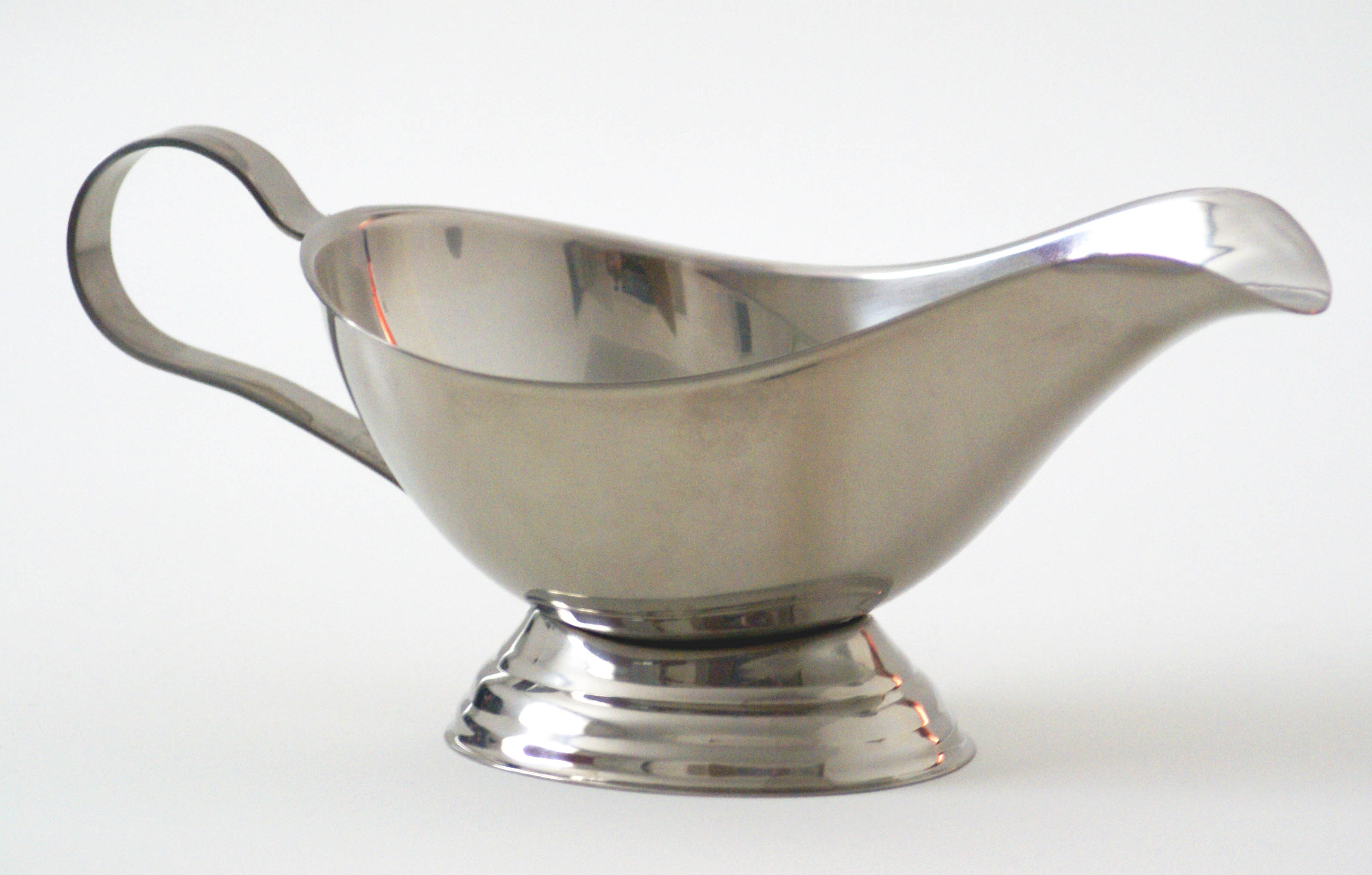
Moderne sauskom van staal